# Fun Factory (single)
Fun Factory é o primeiro single em formato de álbum (segundo em geral) do grupo feminino sul-coreano Fromis 9. O álbum foi lançado digitalmente e fisicamente em 4 de junho de 2019.

## Antecedentes e lançamento
Em 22 de maio, foi revelado que Fromis 9 voltaria em 4 de junho com seu segundo single em formato de álbum Fun Factory. Imagens de conceito foram liberadas em 23 de maio e prévias do videoclipe exibindo cada íntegrantes foram lançadas entre 24 de maio e 2 de junho. O single contém 3 faixas, incluindo a faixa-título "Fun!", "Love RumPumPum" e "Fly High". As integrantes Hayoung e Jiwon escreveram e compuseram a música "Fly High".
A prévia do videoclipe foi lançada em 31 de maio e o videoclipe foi lançado em 4 de junho junto com o lançamento do single.

## Promoção
O grupo começou a promoção da sua faixa-título "Fun!" em 6 de junho. Elas se apresentaram no M Countdown da Mnet, seguido de apresentações no Show! Music Core da MBC, Inkigayo da SBS e Music Bank da KBS.
Depois de terminar a promoção para "Fun!", foi anunciado que o grupo realizaria uma rodada adicional de apresentações, dessa vez promovendo o lado b "Love RumPumPum". A primeira apresentação foi no Music Bank em 12 de julho.

## Lista de faixas
| N.º            | Título           | Letras                                | Música                                            | Arranjo                        | Duração |  |
| 1.             | "Fun!"           | Kim Ji-hyang 초심 구본암 Hwang Yu-bin | Drew Ryan Scott Sean Michael Alexander Melodesign | Avenue 52 Melodesign           | 3:03    |  |
| 2.             | "Love RumPumPum" | Bumzu Woozi                           | Anchor Park Ki-tae Bumzu Woozi                    | Anchor Park Ki-tae Bumzu Woozi | 3:05    |  |
| 3.             | "Fly High"       | Hayoung Jiwon                         | Nmore Hayoung Jiwon                               | Nmore                          | 3:39    |  |
| Duração total: | Duração total:   | Duração total:                        | Duração total:                                    | Duração total:                 | 9:47    |  |

## Desempenho nas tabelas e vendas
| Tabela (2019)        | Melhor posição |
| -------------------- | -------------- |
| Coreia do Sul (Gaon) | 2              |

| Região        | Vendas |
| ------------- | ------ |
| Coreia do Sul | 56,121 |

## Histórico de lançamento
| Região        | Data               | Formato                    | Distribuidor                                           |
| ------------- | ------------------ | -------------------------- | ------------------------------------------------------ |
| Várias        | 4 de junho de 2019 | Download digital streaming | Off the Record Entertainment Stone Music Entertainment |
| Coreia do Sul | 4 de junho de 2019 | Download digital streaming | Off the Record Entertainment Stone Music Entertainment |
| CD            | 4 de junho de 2019 |                            | Off the Record Entertainment Stone Music Entertainment |